# Marion Lièvre
Pour les articles homonymes, voir Lièvre (homonymie).

a Compétitions nationales et continentales officielles uniquement.

b Matchs officiels uniquement.
Dernière mise à jour le 3 juillet 2024.
Marion Lièvre, née le 10 janvier 1991 à Bagnolet (Seine-Saint-Denis), est une joueuse internationale française de rugby à XV occupant le poste d'ailière.

## Biographie
Marion Lièvre commence le rugby à XV en 2009, à dix-huit ans. Auparavant, elle pratique le judo pendant douze années et elle ne commencé le rugby qu'à dix-huit ans, parce que c'était obligatoire en faculté de sports. Elle est étudiante en kinésithérapie à Saint-Maurice au sein de la faculté de médecine de Paris-Saclay.
En 2013, elle connaît sa première sélection avec l'équipe de France.
Le 14 mars 2014, elle remporte le Grand Chelem avec l'équipe de France au stade du Hameau à Pau, au terme d'une cinquième victoire en autant de rencontres du Tournoi des Six Nations face à l'Irlande (19-15),.
Elle participe à la Coupe du monde 2014, qui se dispute en France du 1er août au 17 août 2014. Contre le pays de Galles, elle inscrit deux essais.
En 2018, elle quitte l'AC Bobigny 93 pour rejoindre le Rugby Club montreuillois.

## Palmarès
- Vainqueur du Tournoi des Six Nations en 2014 (Grand Chelem) avec l'équipe de France.
- Troisième de la Coupe du monde en 2014 avec l'équipe de France.